# سامسونگ گلکسی کر
سامسونگ گالکسی کور (به انگلیسی: Samsung Galaxy Core GT-I8262) یک گوشی هوشمند از شرکت سامسونگ است که در ژوئیه ۲۰۱۳ معرفی شد.
راساس اطلاعاتی که در مورد Galaxy Core 2 منتشر شده است، این تلفن‌هوشمند از یک صفحهٔ نمایش ۴٫۵ اینچی WVGA با رزولوشن ۸۰۰ در ۴۸۰ پیکسل، پردازندهٔ چهارهسته‌ای ۱٫۲ گیگاهرتز، ۵۱۲ مگابایت حافظهٔ رم در کنار حافظهٔ داخلی ۴ گیگابایتی است که می‌توان با استفاده از حافظهٔ جانبی میکرو SD نیز آن را افزایش داد.
این تلفن‌هوشمند در نسخه‌های Galaxy Core، Galaxy Core Plus و Galaxy Core Advance عرضه خواهد شد. این تلفن‌هوشمند ابعادی برابر ۱۲۹٫۷ در ۶۷٫۹ در ۹٫۸ میلی‌متر خواهد بود. همهٔ نسخه‌های مورد نظر دارای صفحهٔ نمایشی ۴٫۳ اینچی با وزن ۱۳۸ گرم است. دوربین مورد استفاده در جلوی دستگاه ۰٫۳ مگاپیکسل و دوربین پشتی آن ۵ مگاپیکسل است.

## ویژگی‌های سامسونگ گالکسی ایس
- دارای صفحه نمایش 217 ppi و ۴٫۳ اینچی، 16M-color WVGA TFT و تماماً تاچ
- اندروید ۴٫۱٫۲ جلی بین نصب روی گوشی
- سی پی یو دو هسته‌ای 1.2GHz Cortex-A5 CPU, Adreno 203 GPU
- رم یک گیگابایتی
- دارای دوربین ۵ مگاپیکسلی با فوکوس اتوماتیک و قابلیت ضبط ویدئوی 480p و 30fps
- دوربین جلوی VGA
- Wi-Fi b/g/n, hotspot
- GPS همراه با A-GPS
- دارای حافظه داخلی 8GB
- دارای درگاه کارت حافظه خارجی microSD
- دارای پورت microUSB 2.0
- Bluetooth v3.0
- دارای رادیو Stereo FM radio با RDS
- دارای جک آدیو 3.5 mm
- دارای شتاب سنج و حسگر
- دارای باتری 1,800mAh قابل درآوردن و جایگزین کردن[۲]